# NGC 323
NGC 323 es una galaxia elíptica de la constelación de Fénix. 
Fue descubierta el 3 de octubre de 1834 por el astrónomo John Herschel.